# Pétrole non conventionnel
Un pétrole non conventionnel est tout pétrole produit ou extrait en utilisant des techniques autres que la méthode traditionnelle de puits pétroliers, ou impliquant un coût et une technologie supplémentaires en raison de ses conditions d'exploitation plus difficiles. Les productions de type non conventionnel comprennent : l'exploitation de sables bitumineux, de pétrole lourd, de schiste bitumineux, en offshore profond, en conditions polaires. Si les deux derniers types de pétrole ne sont pas matériellement différents du pétrole conventionnel, en revanche les trois premiers, bien qu'ayant la même origine, ont eu une genèse différente.
Hormis le pétrole non conventionnel, les énergies fossiles d'origines non conventionnelles comprennent également le gaz de schiste.

## Évolution de la définition
La notion de pétrole conventionnel évolue avec le temps. Au XIXe siècle, les pétroles contenant même une faible quantité de soufre étaient inacceptables par les raffineries de cette époque, et étaient considérés comme "non conventionnels" ; ce n'est plus le cas depuis le milieu du XXe siècle. De même, la notion d'"offshore profond" évolue elle aussi : en 1980, une profondeur d'eau excédant 500 m était considérée comme inaccessible avec les moyens de l'époque. En 2005, cette limite est plutôt de l'ordre de 1 500 m. Enfin les sables bitumineux du Canada ont longtemps été considérés non conventionnels ; en 2002 l'Oil & Gas Journal a considéré que les techniques nécessaires étaient disponibles, et a fait passer ces réserves dans le champ du conventionnel, propulsant brutalement ce pays à la deuxième place mondiale en ce qui concerne les réserves pétrolières. Enfin le pétrole lourd du Venezuela, quand les techniques seront là aussi disponibles, donnera à ce pays la première place mondiale. Au XXe siècle, on a longtemps utilisé les limites en densité API : en deçà de 10° API ou au-delà de 45° API, le pétrole était considéré comme non conventionnel ; cette dernière définition évolue aussi, dans la mesure où les condensats (NGL) se trouvent fréquemment à l'extérieur de cette zone, alors qu'ils sont produits avec des méthodes classiques.
On évoque parfois également les biocarburants, la dépolymérisation thermique de matière organique et la conversion de charbon et de gaz naturel en hydrocarbures liquides par des procédés comme la synthèse de Fischer-Tropsch. L'exploitation des hydrates de méthane, encore à l'état de projet en 2010, rentre dans ce cadre également. Ces sources ne sont pas à proprement parler des sources de pétrole, puisqu'elles produisent essentiellement une coupe pétrolière beaucoup moins complexe que le pétrole naturel, généralement orientée vers les carburants automobiles. Ces sources ne présentent pas non plus de réserves récupérables.

## Pétrole extra lourd et sables bitumeux
Les pétroles lourds et les sables bitumeux se retrouvent partout sur le globe, mais les deux plus importants sites sont situés au Canada (au bord du lac Athabasca) et au Venezuela (sur les rives de l'Orénoque). D'ici peu[Quand ?], l'exploitation d'un site au Dakota (États-Unis) sera l'une des plus importantes avec celles du Canada et du Venezuela. Les hydrocarbures contenus dans ces champs sont sous forme de bitume, qu'il est possible de transformer en carburant Orimulsion. Le pétrole extra-lourd vénézuélien est différent des sables bitumeux canadiens car il est moins visqueux à température ambiante et peut donc être extrait avec des techniques d'écoulement à froid, même si le taux de récupération est moindre qu'avec les techniques canadiennes (environ 8 % comparé à plus de 90 % pour les mines à ciel ouvert ou 60 % pour les forages gravitationnels assistés par vapeur SAGD en anglais).
Les compagnies pétrolières ont estimé que les champs de l'Athabasca et de l'Orénoque représentent deux tiers du total mondial des gisements de pétrole. Cependant ils n'ont été considérés que récemment comme des réserves pétrolières prouvées grâce à la chute du prix de production du baril dans les mines de Suncor et Syncrude à moins de 15 $ par baril alors que le cours du pétrole atteignait 70 $ le baril.
Une autre préoccupation majeure aujourd'hui : les ressources nécessaires à la production de chaleur et d'électricité, générées actuellement en partie via le fioul et le charbon, lui-même en restriction. Une unité de valorisation du bitume est en cours de construction à Fort McMurray dans l'Alberta pour fournir du gaz de synthèse afin de remplacer le gaz naturel.
Depuis janvier 2014, selon les dires d'une compagnie d'exploitation pétrolière, Petrolia, il y aurait entre trente et quarante milliards de barils de pétrole présent sur l'île d'Anticosti. Malgré quelques lacunes que comporte l'élaboration de ce projet tel que le manque de main-d’œuvre au Québec, les producteurs mettent tout en œuvre pour obtenir une autorisation d'exploration afin de confirmer ou, au contraire, d'infirmer ces estimations. Cependant, la problématique se trouve au niveau du port que ces derniers veulent installer à Cacouna, puisque Cacouna est répertorié comme un des derniers endroits où trouver des bélugas, qui sont déclarés comme espèce en voie de disparition depuis 2004. Le 2 décembre 2014, Philippe Couillard, premier ministre du Québec à ce moment, refuse l'autorisation à TransCanada et toutes les autres compagnies pétrolières d'exploiter les réserves pétrolières que pourrait renfermer l'habitation de ces mammifères en voie d'extinction et soutient que c'était à eux de trouver des alternatives moins dommageables ou des sites plus accessibles sans risques pour des espèces menacées.

## Schiste bitumineux
Les schistes bitumineux représentent un groupe de schistes fins allant du noir au marron foncé suffisamment riche en matière organique (le kérogène) permettant de préserver le pétrole de la distillation. Le kérogène contenu dans les schistes bitumeux peut être transformé en huile grâce au procédé chimique de pyrolyse. Au cours de la pyrolyse, les schistes bitumineux sont chauffés jusqu'à 450–500 °C dans une enceinte privée d'air et le kérogène se transforme en pétrole et est séparé. Ce procédé s'appelle la distillation en cornues. Les schistes bitumineux ont également été consommés en tant que carburants pauvres. Le Bureau des réserves en pétrole maritime et schistes bitumineux des États-Unis estime les réserves mondiales de schistes bitumineux à 1 662 milliards de barils (264 milliards de m³) dont 1 200 milliards de barils (196 milliards de m³) sur le territoire américain. La majeure partie des schistes bitumineux aux États-Unis sont issus de la couche géologique Green River Formation (bassins de Green River et Washakie au Wyoming; bassin de Uinta dans l'Utah; bassin de Piceance Creek au Colorado). De nos jours, l'Estonie, la Russie, le Brésil et la Chine exploitent les schistes bitumineux, cependant la production est en baisse à cause des aspects économiques et environnementaux.

## Pétrole de schiste
Le pétrole de schiste (en anglais : tight oil, même si parfois le terme shale oil qui décrit historiquement une autre source est utilisé) provient de la transformation de la matière organique en hydrocarbure liquide, piégé dans la roche-mère.
Dans le cas du schiste bitumineux, l'enfouissement de la roche-mère n'est pas suffisant pour permettre la transformation de la matière organique en hydrocarbure liquide. À l'inverse, un enfouissement plus important de la roche-mère a pour effet la transformation du pétrole en gaz, dit « gaz de schiste. »
Le bassin de Williston, en Amérique du Nord, produit actuellement du pétrole de schiste. Selon une étude publiée par l'université Harvard, les États-Unis pourraient voir leur production augmenter de 3,5 millions de barils par jour, portant leur production totale à 11,6 Mbj de brut et de gaz naturel, d'ici 2020, et faisant d'eux le deuxième pays producteur de brut du monde après l'Arabie saoudite.
Contredisant la thèse selon laquelle les ressources pétrolières de la planète seraient au bord de l’épuisement cette étude prédit que la production de brut dans le monde, conventionnelle et non conventionnelle, devraient largement augmenter ces prochaines années grâce à quatre pays : l'Irak, le Canada, le Brésil et les États-Unis. Des compagnies pétrolières s'intéressent aux possibilités de production de ce type d'hydrocarbure dans le Bassin parisien par des techniques proches de celles utilisées pour l'extraction du gaz de schiste.

## Biocarburants
Les biocarburants, tels que le biodiesel et le bioéthanol, sont aussi des carburants à base d'hydrocarbure. Il existe aussi des biocarburants non-hydrocarbures comme les producteurs anaérobiques d'hydrogène. 

## Dépolymérisation thermique
La dépolymérisation thermique (TDP en anglais) peut permettre de récupérer beaucoup d'énergie du coke pétrolier et des déchets provenant des réservoirs. Il est difficile d'estimer la production énergétique potentielle car la récupération dépend énormément des produits utilisés.

## Transformation du charbon et du gaz naturel
La transformation du charbon et du gaz naturel peut permettre de fournir de grandes quantités de pétrole non conventionnel, mais de moindre valeur énergétique. À cause du prix élevé du transport du gaz, de nombreux gisements connus mais trop éloignés ne sont pas exploités. La transformation peut mettre à disposition ces énergies malgré les conditions actuelles du marché.
Le procédé de Karrick (en) est une carbonisation à basse température (LTC en anglais) du charbon, des schistes, du lignite ou de tout autre matière carbonée. Ceux-ci sont chauffés de 360 °C à 750 °C en l'absence d'air afin d'extraire par distillation l'huile et le gaz. La production devient rentable à partir de 35 $ le baril.
Le procédé Fischer-Tropsch utilise un principe similaire à celui de Karrick - mais cependant moins efficace - pour la gazéifaction du charbon car beaucoup de l'énergie contenue dans le charbon est dissipée. Pour la plupart des grandes compagnies pétrolières, le procédé Fischer-Tropsch fait actuellement l'objet de recherches afin de permettre la production de carburant liquide à partir de gaz naturel.